# Casbah (Algeria)
Casbah (în arabă القصبة) este o comună din provincia Alger, Algeria.
Populația comunei este de 36.762 de locuitori (2008).